# 大阪信愛学院幼稚園・小学校・中学校・高等学校
大阪信愛学院幼稚園・小学校・中学校・高等学校（おおさかしんあいがくいん）は、大阪府大阪市城東区古市二丁目にある私立幼稚園・小学校・中学校・高等学校。
幼稚園・小学校は男女共学である。中学校・高等学校は女子校であったが、2022年より男女共学となった。学校法人大阪信愛女学院が運営する。通称は「信愛」（しんあい）。

## 概要
レーヌ・アンティエによってフランスで創立されたショファイユの幼きイエズス修道会を設立母体とし、キリスト教精神を基礎に教育活動を行う。保育園・幼稚園・小学校・中学校・高等学校・短期大学・大学を同一敷地（大阪市城東区）に併設している。
高等学校では、進路希望に応じてコースに分かれて学習する。必修教科の中に宗教があり、月1回程度の頻度でミサが行われ全員参加が義務付けられている。中高で毎日行われる朝礼・終礼では教員・生徒会役員から“お話”がなされ、その後お祈り・聖歌斉唱が行われる。
中学校では、6年後の進路を見据えた学びをサポートするコースを設定している。世界的視野を持つ人材を育てる英語教育を重視している。
小学校では、担任以外の専科教師が多く、学びを支援している。世界的視野を持つ人材を育てる英語教育を重視している。すべての教科で探究型能動的学習法を取り入れ、対話に富む協働的な学習を行っている。いたわり助け合う心と自信を育む日常的なたてわり活動を行っている。希望者は放課後に学内で、食育を取り入れた料理教室や、短期大学の教員が指導するマリンバ教室、英会話や体操、プログラミング教室などの「スクールプラス（習いごと）」を受講できる。
幼稚園・保育園ではモンテッソーリ教育に基づく教育・保育活動を取り入れている。

## 沿革
1877年に修道女が来日し、1884年に川口居留地に信愛女学校が開設されたことが、学校の始まりとなっている。
1932年に大阪信愛高等女学校が旭区千林町（現在の城東区古市）に移転してから1942年8月まで、京阪本線の天満橋駅と関目駅の間で「信愛高女生専用」電車が運行された。

### 年表
- 1859年 - 学院の設立母体となるショファイユの幼きイエズス修道会がフランスでレーヌ・アンティエ（英語版）により創立する。
- 1877年 - ベルナール・プティジャン司教の招聘によって4名の修道女が来日する。
- 1884年 - 信愛女学校として川口外国人居留地に開設し、学院の始まりとなる。
- 1888年 - 信愛幼稚園が開園する。（後に大阪信愛高等女学校の開校のためいったん閉校）
- 1900年 - 信愛女子小学校の設立が正式認可される。（後に大阪信愛高等女学校の開校のためいったん閉校）
- 1908年 - 大阪信愛高等女学校が開校する。
- 1932年 - 校舎が旭区千林町（現在の城東区古市）に移転する。
- 1944年 - 幼稚園が開園する。
- 1947年 - 大阪信愛女学院中学校が開校する。
- 1948年 - 学制改革にともない大阪信愛女学院高等学校が設置される。
- 1952年 - 大阪信愛女学院小学校が開設される。
- 2014年 - 保育園が開園する。
- 2017年 - 小学校新校舎が完成する。
- 2018年 - 保育園・幼稚園から短期大学までの校名が変更される。小学校が男女共学になる。学校法人は名称を変更されない [2]。
- 2022年 - 中学校・高等学校が男女共学になる。

## 交通
- Osaka Metro今里筋線新森古市駅　南へ約400m。
- 京阪本線関目駅、Osaka Metro今里筋線関目成育駅 東へ約1.3km。
- Osaka Metro谷町線関目高殿駅 南東へ約1.5km。
- Osaka Metro長堀鶴見緑地線今福鶴見駅 北へ約1.2km。
- おおさか東線JR野江駅 東へ約1.8km。
- 大阪シティバス 緑1丁目中停留所下車すぐ

## 著名な出身者
- 大石ヨシエ - 衆議院議員
- 安住洋子 - 作家
- 小林カツ代 - 料理研究家
- さこみちよ - 歌手
- 清水よし子 - お笑い芸人
- 滝口ミラ - タレント
- 辻裕子 - ナレーター
- 塩見泰子 - 気象予報士
- 金子美保 - モデル
- 川畑杏奈 - 刺繍作家
- 新井寿枝 - 画家